# گوشتین
گوشتین (خدابنده)، روستایی از توابع بخش مرکزی شهرستان خدابنده در استان زنجان ایران است.

## جمعیت
این روستا در دهستان سهرورد قرار دارد و براساس سرشماری مرکز آمار ایران در سال ۱۳۸۵، جمعیت آن ۱۹ نفر (۵خانوار) بوده‌است.
جمعیت روستا در حاضر صفر نفر می باشد 

## مهاجرت
مهاجرت مردم این روستا از اواخر دهه 30 شروع شد که با کوچ تعدادی خانوار به  قلعه حسن خان(شهرقدس - استان تهران)صورت پذیرفت. از اولین افرادی که میتوان نام برد حاج حیدر سلیمانی (یکی از موسسین صندوق قرض الحسنه صاحب الزمان(عج) شهرقدس) می باشد که از این منطقه مهاجرت کردند.